# Centralisme democràtic
El centralisme democràtic és el model d'organització i funcionament dels partits i organitzacions marxista-leninistes. La combinació de centralisme i democràcia suposa potenciar la disciplina conscient i el sacrifici voluntari de la llibertat en nom de la màxima eficàcia. El centralisme democràtic s'oposa al burocratisme i a altres formes d'organització com les dels partits socialistes o les organitzacions assembleàries.
Les seves principals característiques són:
- Caràcter electiu i revocable de tots els òrgans de direcció de baix a dalt.
- Rendició periòdica de comptes pels òrgans de direcció davant dels que elegiren i davant els òrgans superiors.
- Llibertat crítica i autocrítica dins del partit.
- Estricta disciplina de partit, subordinació de la minoria a la majoria.
- Les decisions dels òrgans superiors son vinculants pels òrgans inferiors.
- Treball i direcció col·lectius, responsabilitat individual de cada militant.

En formulacions recents, el centralisme democràtic equival a: democràcia interna, unitat d'acció i direcció col·lectiva.
Històricament es pot lligar el centralisme democràtic a les formes organitzatives de la Comuna de París exposades per Karl Marx a "La guerra civil a França" (1871), encara que s'atribueix la seva formulació moderna a Lenin, al seu escrit "Què fer?" (1902).
És una proposta que mai s'ha concretat, tot i haver arribat al poder de l'Estat, degut a la dificultat de concretar organitzacions que siguin al mateix temps de dalt cap a baix i de baix cap a dalt sense que es produeixi un procés de jerarquització sobre les unitats de base i la consegüent centralització; tot i això, en un rang molt limitat i dintre de la subordinació a l'aparell central aquestes organitzacions de base tenen o han tingut alguna capacitat de decisió i acció, encara que molt relativa.